# The Brecker Brothers
Pour les articles homonymes, voir Brecker.
The Brecker Brothers était un duo musical composé de Michael Brecker (saxophone ténor et EWI) et Randy Brecker (trompette).

## Histoire
Le duo des Brecker Brothers est issu de l'éphémère groupe Dreams qu'ils formaient notamment avec Billy Cobham. Ils se sont formés en 1975 pour la publication de leur premier album éponyme The Brecker Brothers. Ils tournèrent ensemble jusqu'en 1982 avant de se séparer pour se concentrer sur leurs projets personnels. Ils se sont reformés dix ans après pour la publication de l'album Return of the Brecker Brothers. La mort de Michael mit fin à leur collaboration.

## Style de musique
Leur travail est très diversifié selon les albums, allant du jazz fusion très sophistiqué harmoniquement et rythmiquement de leurs albums The Brecker Brothers ou Heavy Metal Be-Bop à une musique disco-funk plus adaptée au grand public sur Detente ou Don't Stop The Music en passant par des morceaux très funk c'est-à-dire une harmonie très simple avec des riffs puissants comme Oh My Stars. Autre hétérogénéité, certains albums contiennent une majorité de chansons possédant des paroles (Detente) tandis que d'autres n'en possèdent aucune (Straphanging).

### Influences
Leur travail est influencé par les rythmes cubains et africains, sur des morceaux comme Song for Barry ou African Skies.

### Membres additionnels
Bob Mann, Steve Khan, Hiriam Bullock, Barry Finnerty (guitare), Dan Grolnick, George Duke, Mark Gray (claviers), Will Lee, Neil Jason, Marcus Miller (basse), Harvey Mason, Christopher Parker, Steve Gadd, Terry Bozzio, Ritchie Morales, Steve Jordan (drums), Ralph McDonald, Paulinho Da Costa, Aïrto (percussions), David Sanborn (saxophone alto).

## Morceaux notables
- Some Skunk Funk, issu de leur premier album The Brecker Brothers, est leur seul morceau figurant dans le Real Book et a été repris par plusieurs artistes, notamment Adrien Moignard, guitariste manouche et Panzerballett, groupe de jazz métal allemand.
- East River, issu de l'album Heavy-Metal Be Bop connut un certain succès au Royaume-Uni où il s'est hissé à la 34e place de l'UK Singles Chart en 1979.
- Inside Out, issu du même album est connu en France pour avoir été l'indicatif de l'émission Jazz à FIP.

## Récompenses
Ils ont obtenu un Grammy Award en 1995 pour Out of the Loop.
En 2007, l'album Some Skunk Funk a remporté les Grammy Awards pour Best Jazz Instrumental Solo (Michael Brecker à titre posthume) et Best Large Jazz Ensemble Album (en).

## Discographie
- The Brecker Brothers (Arista 1975)
- Back To Back (Arista 1976)
- Don't Stop The Music (Arista 1977)
- Heavy Metal Be-Bop (Arista 1978)
- Blue Montreux - Live  (Arista 1978)
- Detente (Arista 1980)
- Straphangin (Arista 1981)
- Return Of The Brecker Brothers (GRP 1992)
- Barcelona '92 - Live (1992)
- Out Of The Loop (en) (GRP 1994)
- Electric Jazz Fusion (Lamey 1999)
- Some Skunk Funk - Live avec le WDR Big Band (2003)
- Live and Unreleased - (Leopard 2020)